# Poiana richardsonii
Espèce
Statut de conservation UICN

 LC  : Préoccupation mineure
La Poyane d'Afrique centrale (Poiana richardsonii), anciennement le Linsang Africain, est une espèce de mammifères carnivores de la famille des Viverridés.